# Brački vitalac
Brački vitalac, jelo s Brača, iz Nerežišća.

## Opis dobra
Priprema tradicijskog jela brački vitalac jedna je od najznačajnijih tradicija otoka Brača. Ovo jelo od janjećih ili kozlećih iznutrica predstavlja živu poveznicu s vremenom prvih kontakata grčke civilizacije i stanovnika Brača. Janjetina ili kozletina se jedu dok janjac ili kozlić nisu prešli 6-7 kilograma težine, odnosno dok još sišu samo majčino mlijeko. Vitalac se priprema tako da se iznutrica (jetra, slezena, pluća) nataknu komad po komad na tanji ražanj, malo se posole i omotaju janjećom maramicom te se na laganom žaru okreće pola sata. Potom se omota neopranim janjećim crijevima te se dalje peče. Sve se to peče pola sata, potom se narezano na kriške posoli i jede vruće.

## Zaštita
Pod oznakom Z-3363, pripremanje tradicijskog jela bračkog vitalca zaveden je kao nematerijalno kulturno dobro - pojedinačno, pravna statusa zaštićena kulturnog dobra, klasificirano kao "znanje i vještine".